# KT Lupi
Ne doit pas être confondu avec δ (Delta) Lupi.
Désignations
KT Lupi (en abrégé KT Lup) est une étoile binaire de la constellation australe du Loup. Elle porte également la désignation de Bayer de d Lupi, KT Lupi étant sa désignation d'étoile variable. Elle est visible à l'œil nu avec une magnitude apparente combinée de 4,54.
Le système présente une parallaxe annuelle de 7,62 mas mesurée par le satellite Hipparcos, ce qui indique qu'il est distant d'environ ∼ 430 a.l. (∼ 132 pc) de la Terre. Il s'éloigne du Système solaire à une vitesse radiale d'environ +6,5 km/s. Il est membre du sous-groupe Haut-Centaure Loup de l'association Scorpion-Centaure, qui est l'association d'étoiles massives de types O et B la plus proche du Système solaire.
KT Lupi est une étoile binaire visuelle. Sa composante primaire, désignée KT Lupi A, est une étoile Be variable, avec la variation étant modulée par sa rotation. C'est une étoile bleu-blanc de la séquence principale de type spectral B3 V et de magnitude 4,66. Hiltner et al. (1969) lui ont attribué une classe de B3 IVp, qui est toujours utilisée dans  certaines études,,. KT Lupi A est une étoile chimiquement particulière pauvre en hélium, montrant une zone riche en silicium près de l'équateur et une zone pauvre en silicium près du pôle. L'étoile estimée être âgée de 21 millions d'années et elle est près de six fois plus massive que le Soleil. Son rayon est trois fois plus grand que le rayon solaire, elle est autour de 800 fois plus lumineuse que le Soleil et sa température de surface est de 18 400 K.
La composante secondaire, KT Lupi B, est une étoile bleu-blanc de la séquence principale de type spectral B6 V et de magnitude 6,62. En 2016, elle était située à une distance angulaire de 2,1 secondes d'arc et à une angle de position de 12° de KT Lupi A. L'étoile est 2,79 foius plus massive que le Soleil.